# Asenova trdnjava
Asenova trdnjava (bolgarsko Асенова крепост, Asenova krepost), v starih dokumentih Petrič (Петрич),  je srednjeveška trdnjava v Rodopih v osrednji Bolgariji, 2-3 km južno od Asenovgrada oziroma približno 25 km jugovzhodno od Plovdiva. Stoji  na visokem skalnem grebenu na levem bregu reke Asenica na nadmorski višini 279 m.

## Zgodovina
Najstarejše arheološke najdbe v okolici trdnjave so iz tračanskega obdobja. Okolica je bila naseljena tudi v rimskem in zgodnjem bizantinskem obdobju. Trdnjava je postala pomembna v srednjem veku. Prvič je omenjena v 11. stoletju v statutu Bačkovskega samostana kot Petrič. V tretji križarski vojni jo je osvojila križarska vojska.
Leta 1231 je bila med vladavino carja Ivana Asena II. temeljito obnovljena in je služila kot obmejna utrdba proti vpadom Bizantincev, kar je zapisano v osmi vrstici napisa na trdnjavskem obzidju. Po smrti Ivana Asena II. so trdnjavo zasedli Bizantinci, med vladavino carja Ivana Aleksandra pa je leta 1344 ponovno pripadla Bolgarom, dokler je niso konec 14. stoletja osvojili Osmanski Turki. V osmanskem obdobju je bila trdnjava opuščena in prepuščena sama sebi, zato je v veliki meri porušena. Ohranila se je samo cerkev, ker jo je uporabljalo in jo še vedno porablja lokalno prebivalstvo.   

## Obnova
Ohranjeni so temelji trdnjave, zunanji so bili široki 2,9 m, in približno 3 m visok del obzidja, ki je bilo prvotno visoko 9-12 m. Arheologi so do sedaj izkopali fevdalni grad s trideset sobami in tremi cisternami za vodo. 
Najbolj ohranjen in znamenit del Asenove trdnjave je cerkev matere Božje iz 12.-13. stoletja. Cerkev je enonadstropna križna obokana enoladijska zgradba s širokim narteksom in velikim pravokotnim stolpom. Notranje  stenske poslikave so iz 14. stoletja. Zaščitna in delno restavracijska dela v cerkvi so bila zaključena leta 1991.

## Galerija
- Pogled s ceste na cerkev in trdnjavo
- Načrt trdnjave
- Ostanki obzidja
- Cerkev in ostanki obrambnega stolpa
- Cerkev matere Božje
- Notranjost cerkve
- Muzej Asenove trdnjave

## Sklic
1. ↑  Asen's Fortress Elevation and Location Arhivirano 2016-11-01 na Wayback Machine..